# Abraham Stern (wynalazca)

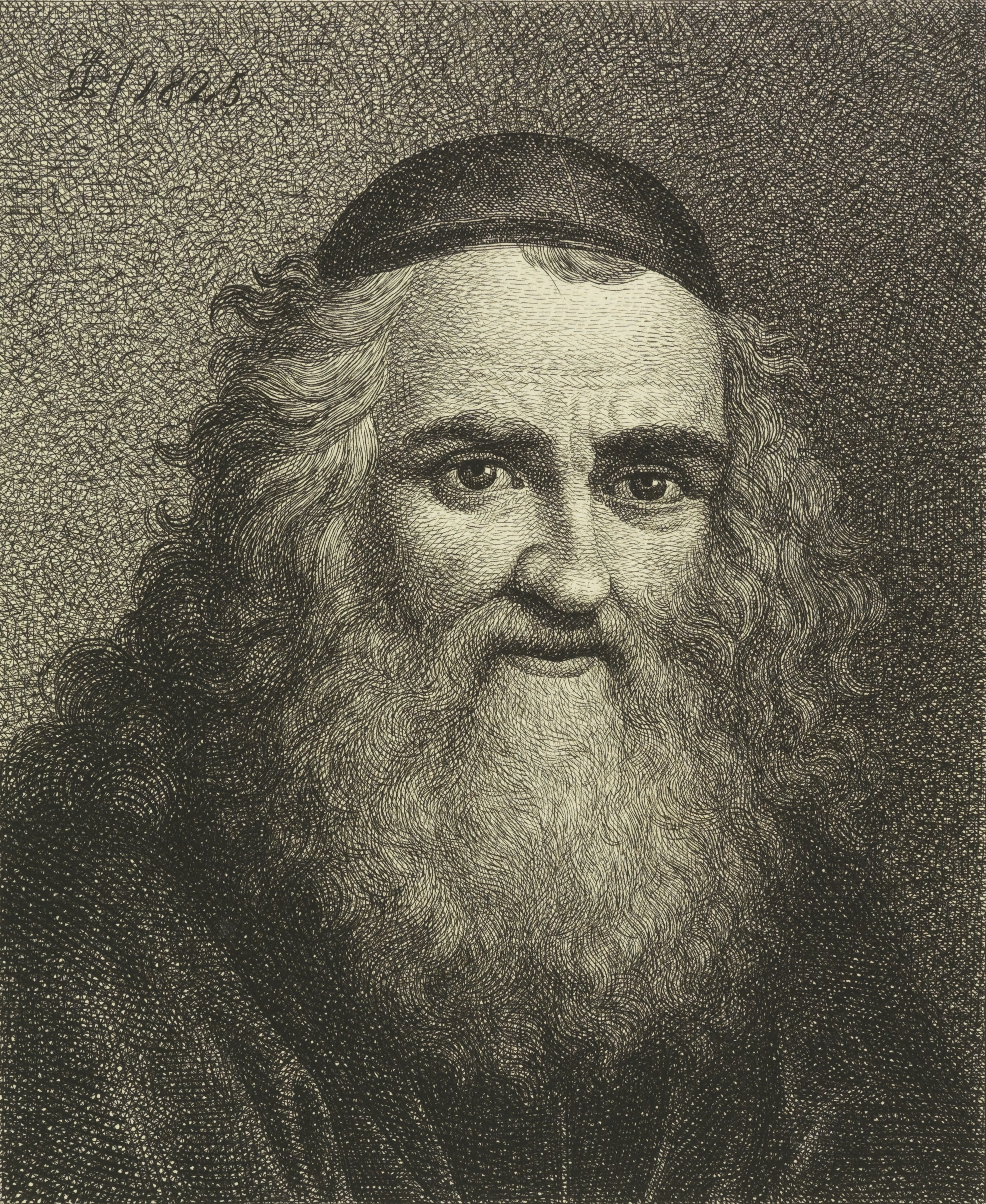
Abraham Stern na akwaforcie Jana Feliksa Piwarskiego (1825)

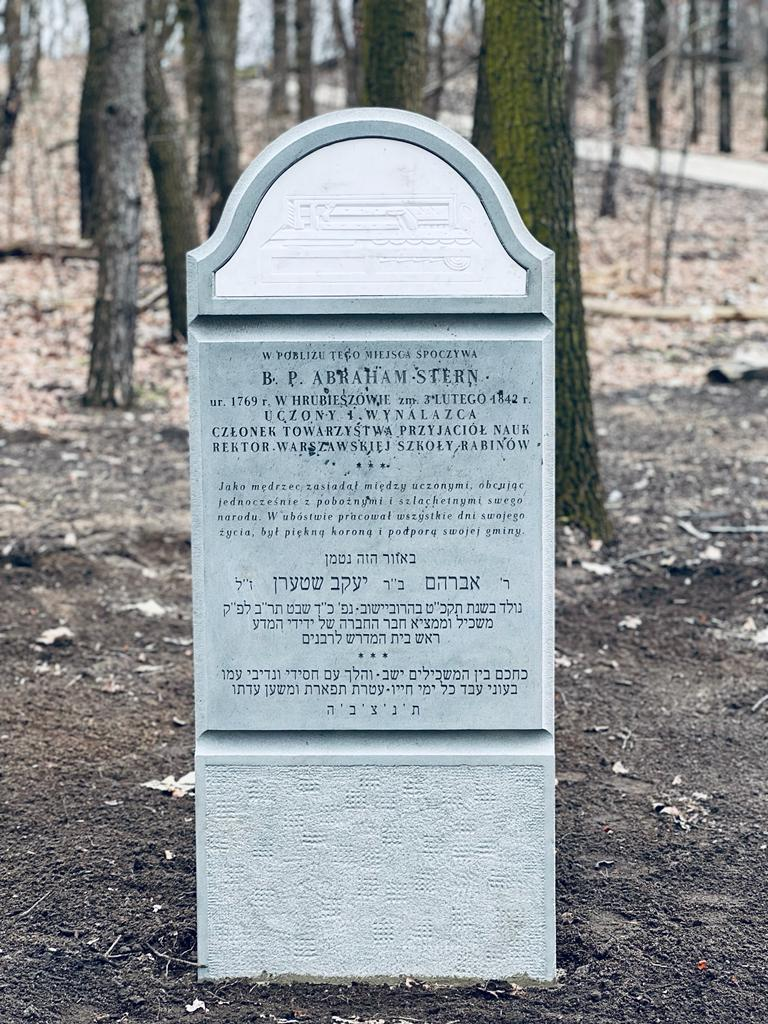
Macewa w miejscu domniemanego pochówku Abrahama Sterna na cmentarzu żydowskim na Bródnie w Warszawie

Abraham Jakub Stern, inna pisownia Sztern (ur. pomiędzy 1762 a 1769 w Hrubieszowie, zm. 3 lutego 1842 w Warszawie) – polski Żyd, zegarmistrz, mechanik (samouk), konstruktor, uczony, wynalazca, uznawany za jednego z prekursorów cybernetyki. Wynalazca kilku maszyn liczących, dalmierza geodezyjnego, tartaku mechanicznego oraz żniwiarki konnej.

## Życiorys
Był przodkiem Antoniego Słonimskiego i Nicolasa Slonimsky’ego, którzy byli jego prawnukami. 
Jako chłopiec terminował u zegarmistrza w Hrubieszowie. Tam zainteresował się nim Stanisław Staszic, który umożliwił mu przeprowadzkę do Warszawy oraz podjęcie tam studiów. Stern wykazywał niepospolite zdolności matematyczne i wynalazcze. Od 1810 skonstruował serię maszyn liczących, które wykonywały cztery podstawowe działania arytmetyczne i potrafiły również wyciągać pierwiastki kwadratowe. Sporządził tak zwany trianguł ruchomy o dwóch celownikach, zastępujący stolik mierniczy.
Znany był też prosty mechanizm Sterna, zabezpieczający powozy przed rozbieganiem się koni. Najwięcej czasu i wysiłku poświęcił skonstruowaniu „machiny rachunkowej”, aby w końcu zaprezentować gotowe dzieło Staszicowi i dowieść, że nie zawiódł pokładanych w nim nadziei. Zademonstrowana na posiedzeniu Towarzystwa Przyjaciół Nauk „machina” wywołała sensację, wykonywała bowiem „sama przez się” wszystkie cztery działania.
Po czterech kolejnych latach pracy zbudował nową maszynę służącą wyłącznie do wyciągania pierwiastków kwadratowych. Wreszcie 30 kwietnia 1817 zaprezentował maszynę stanowiącą niejako skojarzenie dwóch poprzednich, wykonywała bowiem wszystkie pięć działań. W jednym z modeli wystarczyło wprowadzić dane i operacja była wykonywana przez mechanizm zegarowy, bez ingerencji człowieka. Od 1830 był członkiem Towarzystwa Przyjaciół Nauk.
Członek Komisji Żydowskiej przy Warszawskiej Szkole Rabinów oraz jej rektor w latach 1826–1835.
Dokonał jako pierwszy polskiego przekładu fragmentów z dzieła Natana Hanowera Jawein Mecula dotyczących powstania Chmielnickiego, które ogłosił drukiem w „Pamiętniku Warszawskim” w 1823.
Został pochowany na cmentarzu żydowskim na Bródnie w Warszawie. W 2022 r. odnaleziono przybliżone miejsce pochówku. Fundacja Dziedzictwa Kulturowego, w ramach projektu upamiętnienia prekursora cybernetyki, postawiła macewę z tekstem po polsku i hebrajsku oraz z płaskorzeźbą przedstawiającą maszynę liczącą. Projekt został zrealizowany dzięki wsparciu finansowemu Kancelarii Prezesa Rady Ministrów.

## Życie prywatne
Jego najmłodsza córka, Sara, wyszła w roku 1842 za Chaima Zeliga Słonimskiego, dziadka Antoniego Słonimskiego. Jego syn Izaak Stern był nauczycielem w Warszawskiej Szkole Rabinów.

## W literaturze
Komputer Sterna – powieść dla młodzieży Roberta M. Rynkowskiego.

## Prace
- Natan Hanower, Opis buntów ukraińskich (przekład z j. hebrajskiego), „Pamiętnik Warszawski”, 6/3 (1823), s. 213–229 i 6/4 (1823), s. 327–351